# Ufuk Bayraktar
Ufuk Bayraktar (* 1. Januar 1986 in Vakfıkebir) ist ein türkischer ehemaliger Fußballspieler. Er wird häufig mit dem gleichaltrigen Fußballspieler Ufukhan Bayraktar verwechselt, der zur selben Zeit in der Jugend und später bei den Profis von Trabzonspor aktiv war. Beide spielten auch gleichzeitig in den türkischen Jugendnationalmannschaften.

## Karriere

### Verein
Bayraktar begann mit dem Vereinsfußball in der Jugendabteilung von Trabzonspor. Hier erhielt er im Sommer 2004 einen Profivertrag, spielte aber weiterhin überwiegend für die Reservemannschaft. Lediglich bei drei Pflichtspielen, unter anderem ein Ligaspiel, kam er für die Profis zum Einsatz. Die nächsten beiden Spielzeiten verbrachte er als Leihspieler beim Zweitligisten Akçaabat Sebatspor. Zur Saison 2007/08 wurde er an den Zweitligisten Diyarbakırspor ausgeliehen. Mit dieser Mannschaft schaffte er es bis zum Play-off-Halbfinale der TFF 1. Lig, verpasste hier den Aufstieg in die Süper Lig. Anschließend spielte er noch eine halbe Spielzeit als Leihspieler für Diyarbakırspor.
Zur Rückrunde 2008/09 wechselte er samt Ablöse zum Erstligisten MKE Ankaragücü. Hier saß er bis zum Saisonende auf der Ersatzbank und machte nur eine Ligabegegnung. Die Hinrunde der nächsten Spielzeit verbrachte er ebenfalls dort und kam als Ergänzungsspieler häufiger zum Einsatz. Zur Rückrunde wechselte er dann zum Ligakonkurrenten Diyarbakırspor. Mit diesem Verein stieg er zum Saisonende in die TFF 1. Lig ab und spielte hier weiterhin für diesen Verein. Nachdem aber Diyarbakırspor im Laufe der Saison in finanzielle Schwierigkeiten geriet und die Spielergehälter nicht zahlen konnte, wurden viele Spieler freigestellt.
Daraufhin wechselte der freigestellte Bayraktar zur Winterpause zum Ligakonkurrenten Samsunspor. Mit diesem Verein erreichte er zum Saisonende den Play-off-Sieg der TFF 1. Lig und damit den Aufstieg in die Süper Lig. Nachdem er die Hinrunde der nächsten Saison für Samsunspor aktiv gewesen war, wechselte er zum Zweitligisten Gaziantep Büyükşehir Belediyespor. Dort spielte Bayraktar eineinhalb Jahre lang.
Zur Saison 2013/14 wechselte er zum Aufsteiger Fethiyespor. Bis zu seinem Karriereende 2017 folgten weitere Stationen, bei denen er sich nicht mehr durchsetzen konnte.

### Nationalmannschaft
Bayraktar durchlief von der türkischen U-17- bis zur U-21-Nationalmannschaft nahezu alle Altersstufen der Türkei.

## Erfolge
- Mit Samsunspor:
  - Vizemeister der TFF 1. Lig: 2010/11
  - Aufstieg in die Süper Lig: 2010/11